# Manlio Cecovini
Manlio Cecovini (ur. 29 stycznia 1914 w Trieście, zm. 6 listopada 2010 tamże) – włoski polityk, prawnik i pisarz, burmistrz Triestu, poseł do Parlamentu Europejskiego I kadencji.

## Życiorys
Urodził się w rodzinie pochodzenia słoweńskiego, do 1927 nosił nazwisko Čehovin. W 1936 ukończył studia prawnicze na Uniwersytecie Bolońskim, do wybuchu wojny pracował jako prokurator i sędzia. Podczas II wojny światowej walczył w 3. dywizji „Julia” jako oficer na froncie grecko-albańskim. Po wojnie zatrudniony w dziale prawnym wojsk alianckich oraz od 1952 jako reprezentant państwa (Avvocato dello Stato). Doszedł do rangi generała majora w sądownictwie wojskowym. W 1988 założył instytut poświęcony regionalnej historii i kulturze. Wstąpił do włoskiej masonerii rytu szkockiego, kierował jedną z lóż oraz został honorowym wielkim mistrzem Wielkiego Wschodu Włoch. Autor ponad 20 książek poświęconych m.in. polityce, regionowi i prawu, w tym licznych powieści, a także artykułów i esejów. Wyróżniony kilkoma nagrodami literackimi.
Wstąpił do Włoskiej Partii Liberalnej, w 1975 założył też regionalne ugrupowanie Lista per Trieste. Od 1978 do 1983 sprawował urząd burmistrza Triestu. W 1979 wybrano go także posłem do Parlamentu Europejskiego. Przystąpił do frakcji liberalno-demokratycznej. Od 1988 do 1993 był radnym regionu Friuli-Wenecja Julijska.